# Rita Luna
Rita Luna García (Malaga, 1770 – Madrid, 1832) è stata un'attrice teatrale spagnola.
Dopo l'esordio nel 1789 e l'entrata nella Compagnia de los Reales Sitios nel 1790, dal 1792 recitò al Teatro del Principe, in costante rivalità con María del Rosario Fernández.
Si ritirò nel 1806.